# هجوم بيمي
هجوم بيمي في 24 ديسمبر 2020، هاجمت جماعة بوكو حرام بيمي، وهي قرية ذات غالبية مسيحية في ولاية بورنو شمال شرق نيجيريا. وصل المسلحون في شاحنات وعلى دراجات نارية، وأطلقوا النار على القرويين. قتل المتمردون سبعة أشخاص على الأقل وخطفوا قسيسًا. أحرق المسلحون كنيسة ومستشفى وعشرة منازل. كما نهبوا المواد الغذائية والإمدادات الطبية.